# Bonellia longifolia
Bonellia longifolia (Standl.) B.Ståhl & Källersjö – gatunek roślin z rodziny pierwiosnkowatych (Primulaceae). Występuje naturalnie w Meksyku, Belize, Gwatemali, Salwadorze, Hondurasie oraz Nikaragui. 

## Morfologia
PokrójZimozielone drzewo lub krzew. Dorasta do 8 m wysokości.
LiścieBlaszka liściowa jest skórzasta i ma owalny, eliptyczny lub lancetowaty kształt. Mierzy 3,2–9,5 cm długości oraz 1–2 cm szerokości, jest całobrzega, ma nasadę od tępej do zbiegającej po ogonku i ostry lub tępy wierzchołek. Ogonek liściowy jest nagi i ma 4–7 mm długości.
KwiatyZebrane po 4–8 w gronach wyrastających niemal na szczytach pędów. Mają 5 działek kielicha o okrągławym kształcie i dorastających do 2–3 mm długości. Płatki są okrągławe i mają żółtą lub białą lub różową barwę oraz 4–6 mm długości. Pręcików jest 5.
OwoceJagody mierzące 9-16 mm średnicy, o podługowatym kształcie i czerwonej barwie.

## Biologia i ekologia
Rośnie w lasach, na wysokości od 100 do 600 m n.p.m.